# Deutsche Volleyball-Bundesliga 1992/93 (Männer)
Die Saison 1992/93 der Volleyball-Bundesliga war die neunzehnte Ausgabe dieses Wettbewerbs. Der SCC Berlin wurde Deutscher Meister. Leipzig und Düren mussten absteigen.

## Mannschaften
In dieser Saison spielten folgende zehn Mannschaften in der Bundesliga:
- Post Telekom Berlin
- SCC Berlin
- ASV Dachau
- TV Düren
- VfB Friedrichshafen
- 1. VC Hamburg
- TuS Kriftel
- SC Leipzig
- Moerser SC
- SV Bayer Wuppertal

## Ergebnisse
Nach der Hauptrunde gab es eine Playoff-Runde, um den neuen Meister zu ermitteln.

### Hauptrunde
|     | Verein          | Punkte | Sätze |
| --- | --------------- | ------ | ----- |
| 1.  | Wuppertal       | 30:6   | 49:17 |
| 2.  | SCC Berlin      | 30:6   | 47:18 |
| 3.  | Moers           | 28:8   | 44:18 |
| 4.  | Friedrichshafen | 26:10  | 43:24 |
| 5.  | Dachau          | 24:12  | 40:25 |
| 6.  | Hamburg         | 14:22  | 32:41 |
| 7.  | Post Berlin     | 12:24  | 27:41 |
| 8.  | Kriftel         | 10:26  | 21:44 |
| 9.  | Leipzig         | 6:30   | 14:47 |
| 10. | Düren           | 0:36   | 12:54 |

### Play-offs
Finale: SCC Berlin - SV Bayer Wuppertal 3:1, 3:0